# NGC 6407
NGC 6407 é uma galáxia lenticular (S0) localizada na direcção da constelação de Pavo. Possui uma declinação de -60° 44' 23" e uma ascensão recta de 17 horas, 44 minutos e 57,8 segundos.
A galáxia NGC 6407 foi descoberta em 7 de Agosto de 1834 por John Herschel.